# 丁山站
丁山站是位于江苏省宜兴市丁蜀镇的一个铁路车站，建于2005年，有新长铁路经过，邮政编码214200。车站隶属上海局集团无锡直属站，是四等站，现仅办理货运业务。